# Confrérie bachique

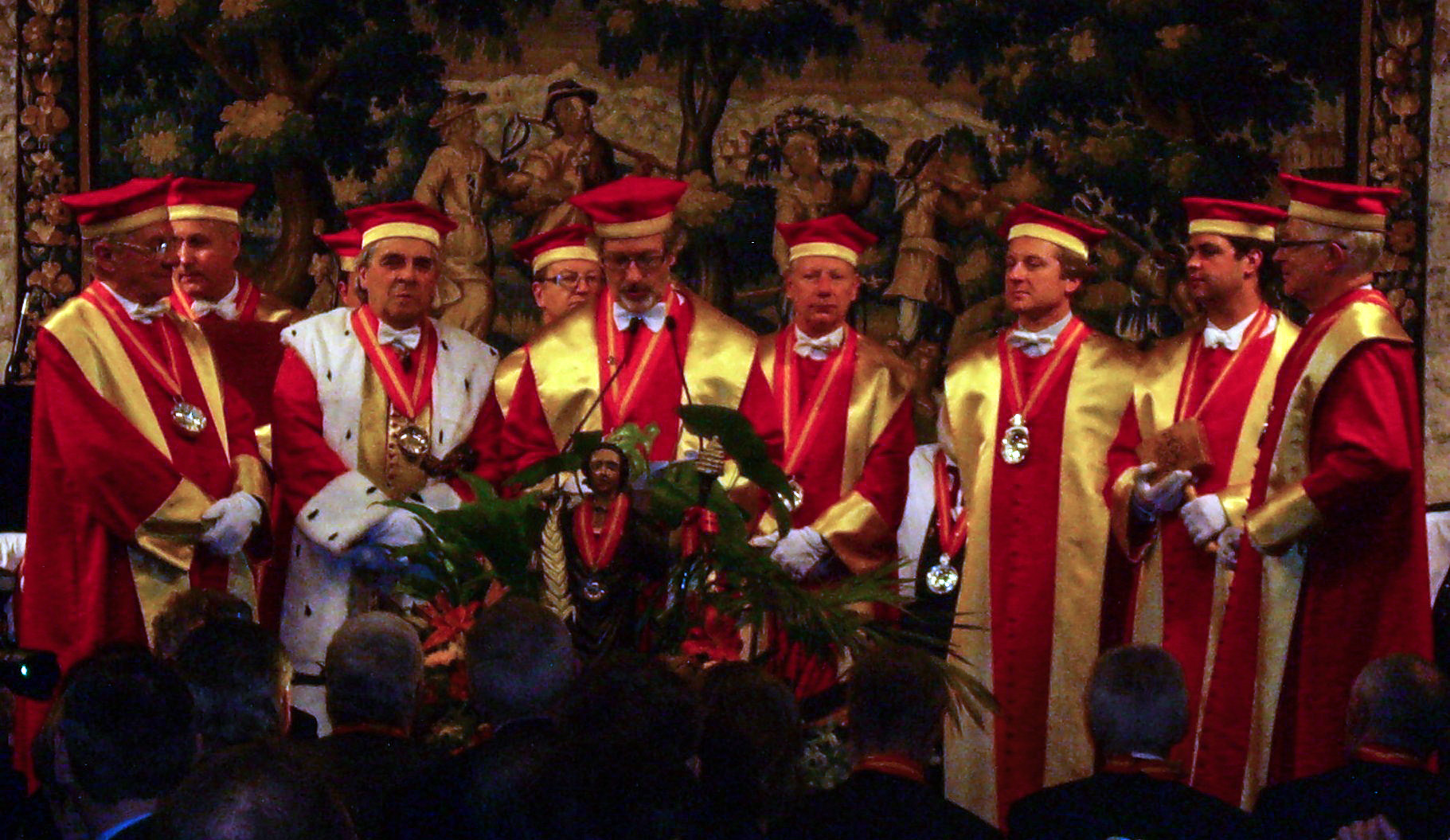
Les membres de la confrérie des Chevaliers du Tastevin

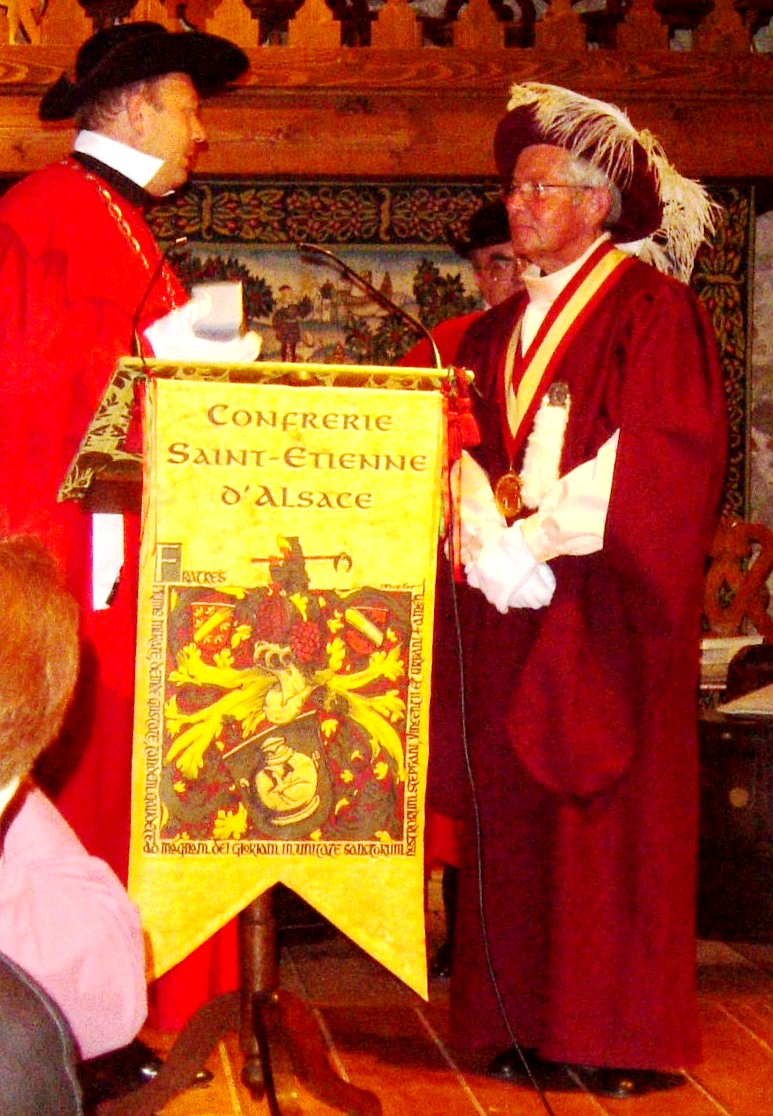
Réception de la Commanderie des Grands Vins d'Amboise par la Confrérie Saint-Étienne d'Alsace à Kientzheim, Alsace, en 2005

Une confrérie bachique (ou confrérie vineuse) est une assemblée de professionnels et d’amateurs de vin, ayant pour objet la promotion des vins de la région qu’elles représentent. Les confréries actuelles datent toutes du XXe siècle, la plupart de sa seconde moitié, même si certaines peuvent justifier d'origines très anciennes. Les confréries ont pour coutume de se donner des noms faisant référence à l’ancien temps ou au vieux français : compagnons, chevaliers, goustiers, tasteurs, etc. et aussi d'employer largement les majuscules.

## Origine du nom

### Confrérie
Le titre de confrérie découle du nom de la plus ancienne organisation de ce type connue en France : l'Antico Confrarie de Sant-Andiu de la Galinieiro constituée en 1140 à Béziers. À l’époque, religion, autorité et corporatisme étaient étroitement mêlés, ce qui explique l’emploi de ce terme à connotation religieuse, même si une confrérie ne concerne que des laïcs. En fait de nombreux autres noms ont été et sont encore utilisés : Jurade, Commanderie, Collège, etc.

### Bachique, œnologique ou vineuse
Bachique dérive de Bacchus, alias Dionysos, dieu du vin dans les mythologies romaines et grecques. Si la dénomination confrérie vineuse est la plus traditionnelle, il semble que le terme confrérie bachique soit de plus en plus employé :
« On dit parfois confréries vineuses ou œnologiques. En fait, j’aime bien l’épithète « bachique », un peu moyenâgeux ou d’un autre temps, tout comme ces associations elles-mêmes. »

## Histoire
Au XIIe siècle, le déclin du système féodal développa progressivement l’autonomie des collectivités locales, en particulier la création des « bonnes villes », dépendant directement du roi. Pour s’administrer en dehors des contrôles seigneuriaux, celles-ci se dotèrent d’institutions gérées par des notables locaux : échevinages ou corporations. Dans les régions viticoles, la réglementation de l'élaboration du vin, l’entraide entre vignerons et l’arbitrage des litiges étaient confiés à des assemblées portant des noms divers. Les pouvoirs de ces assemblées s’étendaient parfois bien au-delà de la sphère viticole, comme l’atteste le rôle dévolu à la Jurade de Saint-Émilion qui assumait en pratique la gestion de la ville.

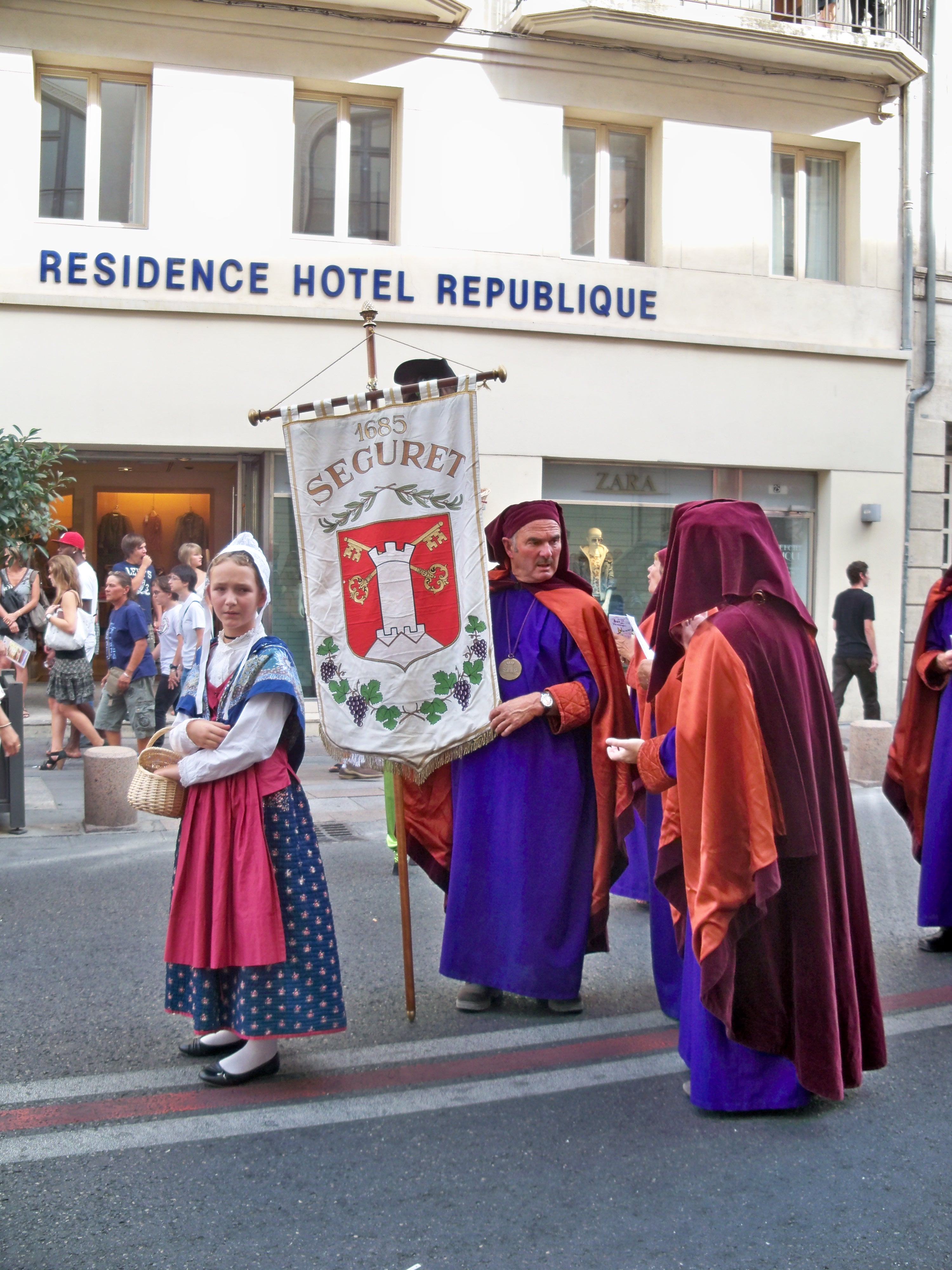
Confrérie des Chevaliers du Gouste-Séguret, Compagnons de Saint-Vincent lors du Ban des vendanges 2010, à Avignon.

Les plus anciennes dûment attestées sont :
- 1140 Antico Confrarie de Saint Andiu de la Galiniero à Béziers
- 1199 Jurade de Saint-Émilion
- 1352 Consulat de la Vinée de Bergerac
- 1374 Commande majeure du Roussillon
- 1475 Confrérie Saint-Vincent de Visan
- 1475 Confrérie des vignerons de Notre-Dame de l'Annonciade à Carpentras
- 1529 Confrérie du Rey de la Poda à Gaillac
- 1561 Confrérie de Saint-Etienne à Kientzheim
- 1586 Confrérie de la Corne d'Ottrott
- 1656 Ordre des Coteaux de Champagne
- 1685 Confrérie des Chevaliers du Gouste-Séguret à Séguret
- 1690 Ordre Illustre des chevaliers de la Méduse à La Cadière-d'Azur

Trop imprégnées des usages et traditions de l’ancien régime, les confréries bachiques furent abolies, avec toutes les autres confréries, au moment de la révolution française, par un décret en date du 18 août 1792. En 1901 la création du statut d’association permit quelques créations de confréries, mais ce nouvel élan fut rapidement stoppé par la première guerre mondiale. Très peu se créèrent pendant l’entre-deux guerres. Il faudra attendre l’apparition des appellations d’origines contrôlées, au tournant des années 1950, pour constater un renouveau significatif. Le développement du tourisme accélérera par la suite le nombre de créations. Au-delà de la promotion des vins, les plus récentes ont souvent un objectif principal d’animation folklorique et commerciale locale.

## Organisation et traditions

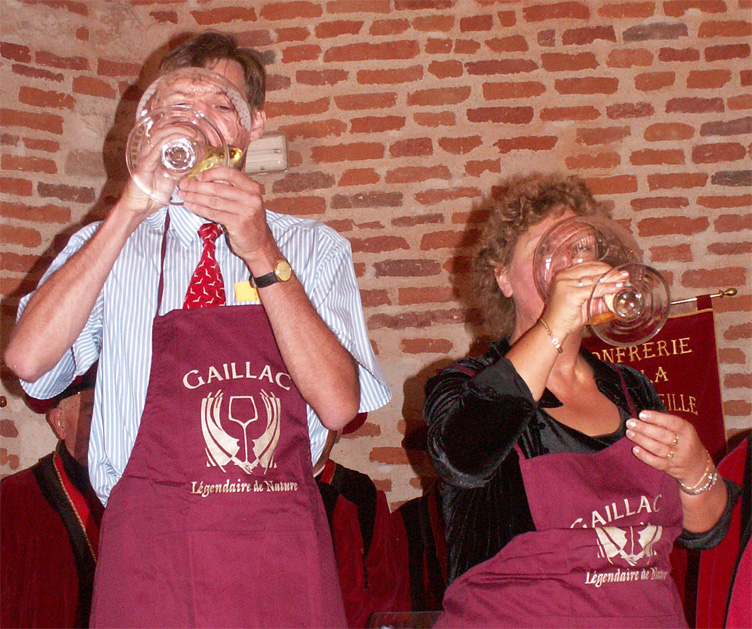
Confrérie de la Dive Bouteille de Gaillac : L'épreuve de la dégustation

Chaque confrérie ayant sa propre personnalité en toute indépendance, les informations figurant ci-dessous ne sont que des tendances d’ordre général, sujettes à de fortes variations d'une confrérie à l'autre.

### Dignitaires
Ils sont, presque toujours, cooptés par leurs pairs parmi les experts de la région, qu’il s’agisse de producteurs, de négociants, de courtiers ou d’œnologues, avertis et reconnus. Ils portent fréquemment des costumes inspirés des robes des notables de la renaissance, différents pour chaque confrérie. Il va de soi que la couleur dominante est souvent le rouge et le lie-de-vin, même si on y trouve mêlés l'or et l'hermine.

### Membres
Généralement répartis en plusieurs grades, ils ont principalement trois origines : 
- des vignerons, ou des membres de la profession, en reconnaissance de leurs mérites ;
- des personnalités, à titre honorifique ;
- des particuliers qui, moyennant finances et un minimum de connaissance du vin[Note 2], sont intronisés au cours de chapitres spécifiques.

Chaque nouveau membre se voit remettre un diplôme et une médaille lors de son intronisation.

### Chapitres
Les confréries tiennent des assemblées régulières appelées « chapitres ». Le principal se situe souvent le 22 janvier, jour de la Saint-Vincent, saint patron des vignerons. Certains chapitres solennels donnent lieu à des manifestations extérieures telles que messes, processions, proclamations, etc. Les chapitres sont fréquemment l’occasion de joyeux banquets, souvent assortis de chansons plus ou moins lestes.

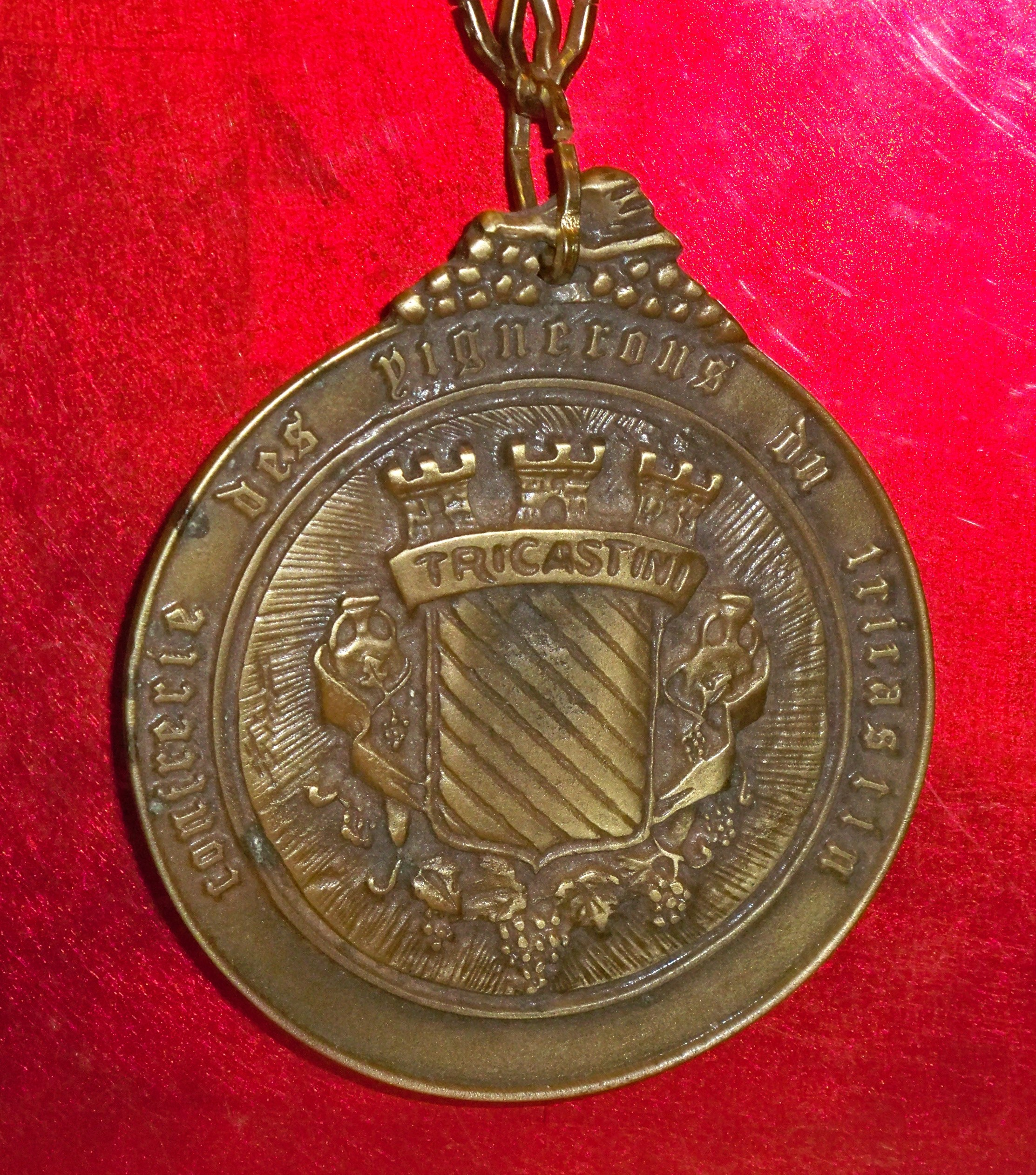
Confrérie des Vignerons du Tricastin
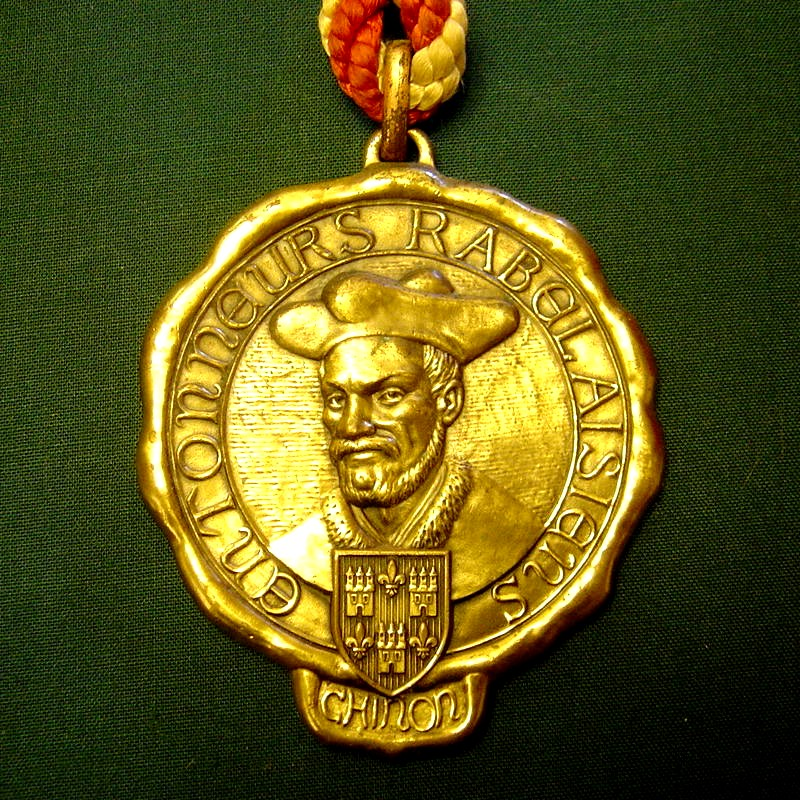
Confrérie des Bons Entonneurs Rabelaisiens - Chinon
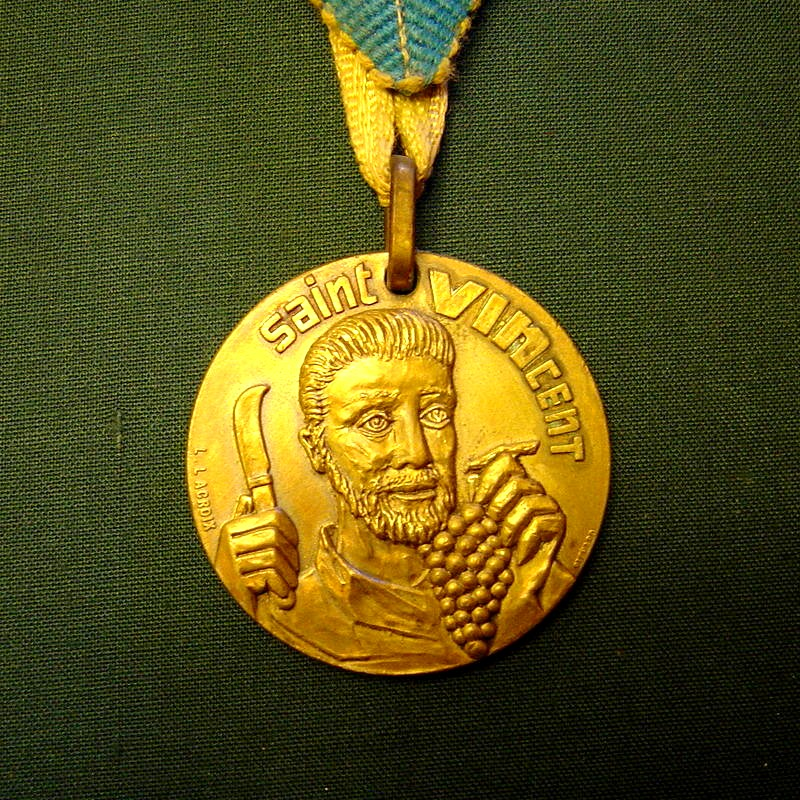
Commanderie de la Dive Bouteille - Bourgueil
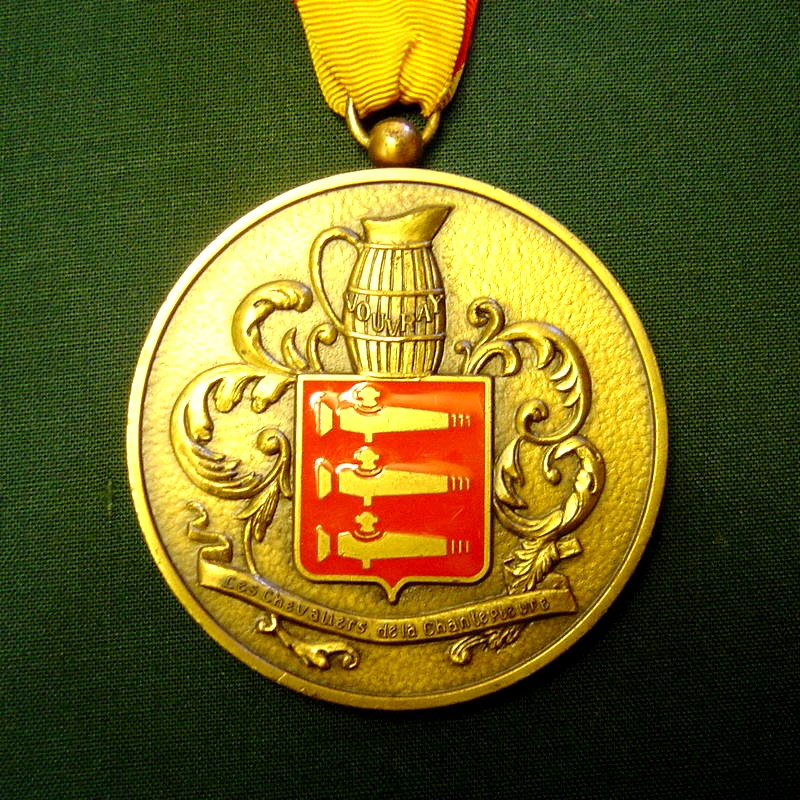
Confrérie des Chevaliers de la Chantepleure - Vouvray
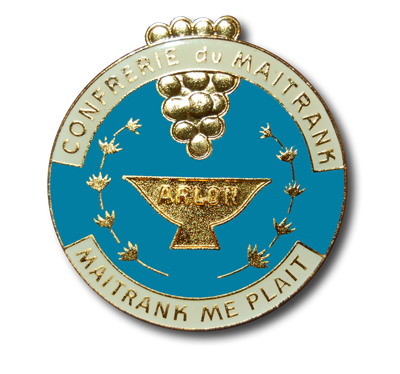
Confrérie du Maitrank d'Arlon - Arlon

### Attribution de distinctions
Un arrêté ministériel en date du 11 août 2003 habilite certaines confréries à attribuer des distinctions (médailles, labels ou sigilles) aux vins tranquilles dans le cadre d'un concours vinicole.
| Confrérie                                                    | Concours                                            |
| ------------------------------------------------------------ | --------------------------------------------------- |
| Confrérie des Échansons du Roy René                          | Concours des vins coteaux d'Aix-en-Provence         |
| Confrérie des Chevaliers du Tastevin                         | Tastevinage                                         |
| Commanderie des Costes du Rhône                              | Goutillonage des côtes du Rhône                     |
| Commanderie des grands vins d'Amboise                        | Bacchus d'or des AOC "touraine-amboise"             |
| Maîtres Tasteurs du Roussillon                               | Sélection Saint-Bacchus                             |
| Confrérie du Haut-Kœnisbourg                                 | Concours vinique de la confrérie du Haut-Kœnisbourg |
| Confrérie Saint-Etienne d'Alsace                             | Sigille des vins d'Alsace                           |
| Ordre des Compagnons du Beaujolais                           | Grumage beaujolais des Compagnons du Beaujolais     |
| Confrérie de la Saint-Vincent et disciples de la Chanteflûte | Chanteflûtage des vins à appellation                |
| Confrérie des enchanteleurs des côtes de Provence            | Enchantelage des côtes de Provence                  |

Quelques confréries constituent des caves avec des échantillons des meilleurs crus de chaque millésime (œnothèque) pour en conserver la mémoire.

## Principales confréries bachiques
(novembre 2020).
Les dates entre crochets correspondent aux confréries originelles, exemple : [1561].

### France

#### Alsace-Lorraine
- Confrérie Saint-Etienne [1561] (1947) Kientzheim.
- Confrérie de la Corne d'Ottrott [1586] (1963), Ottrott.
- Confrérie du Haut-Koenigsbourg (1989) Sélestat.
- Confrérie des compagnons de la Capucine (1962) Toul.
- Confrérie Saint Urbain de Thionville Guentrange (2010), patron des vignerons et tonneliers.
- Confrérie des Bienheureux de Frankstein.
- Confrérie des Rieslinger.
- Confrérie des Vins des Quatre Bans.
- Confrérie Saint Urbain Kintzheim-Alsace.
- Amis d'Ammerschwihr et du Kaefferkopf.
- Ordre œnophile de Marlenheim.
- Confrérie des vins de Cléebourg.

#### Auvergne
- Confrérie des chevaliers de la Saint-Verny (2015) Saint-Bonnet-lès-Allier.

#### Beaujolais
- Ordre des Compagnons du Beaujolais (1948) Villefranche-sur-Saône.
- Confrérie du Gosiersec de Clochemerle (1961) Vaux-en-Beaujolais.
- Confrérie des Maistres Vignerons de Chénas et Moulin à Vent (1996) Chénas.
- Devoir parisien des compagnons du Beaujolais (1949) Paris.
- Grappilleurs du Beaujolais des Pierres Dorées (1968) Graves-sur-Anse.

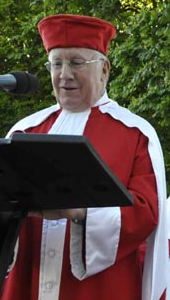
Jacques Bertrand, président de la Jurade de Saint-Émilion

#### Bordelais
- Commanderie du Bontemps de Sainte Croix du Mont (1963) Sainte-Croix-du-Mont.
- Commanderie du Bontemps Médoc, Graves, Sauternes et Barsac (1959) Pauillac.
- Confrérie des Compagnons de Bordeaux (1966) Génissac.
- Confrérie de Saint-Romain en Bordelais et Pays Libournais (1994) Saint-Romain-la-Virvée.
- Confrérie des Compagnons des Vins de Loupiac Loupiac.
- Confrérie des Vignerons Echevins de Montagne Saint-Emilion (2001) Montagne.
- Commanderie du Sainte-Croix-du-Mont.
- Connétablie de Guyenne (1988) Cadillac.
- Hospitaliers de Pomerol (1968) Pomerol.
- Jurade de Saint-Émilion [1199] (1948) Saint-Émilion.
- Ordre des Vignerons des Bordeaux et Bordeaux Supérieur (1996) Beychac-et-Caillau.

#### Bourgogne

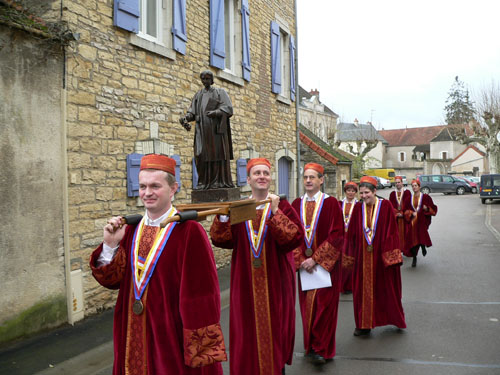
Procession de la Confrérie de Saint Vincent et des Grumeurs de Santenay

- Collège des ambassadeurs du Roi Chambertin (1982) Gevrey-Chambertin.
- Confrérie de la Cousinerie de Bourgogne (1959) Savigny-lès-Beaune.
- La Confrérie de Saint Vincent et des Grumeurs de Santenay (1989) Santenay.
- Confrérie des Chevaliers du Tastevin (1934) Château du Clos de Vougeot.
- Confrérie de la Saint-Vincent et disciples de la Chanteflûte (1971) Mercurey[4].
- Confrérie des Piliers Chablisiens (1950) Chablis.
- Confrérie des vignerons de Saint-Vincent de Mâcon (1951) Mâcon.
- Confrérie du Souverain Bailliage de Pommard (1983) Pommard.
- La Confrérie des Chevaliers des Trois Ceps (1965) Saint-Bris-le-Vineux.
- Ordre ducal de la Croix de Bourgogne (1981) Marsannay-la-Côte.
- Confrérie Saint-Vincent de Tannay (Nièvre).

#### Champagne
- Commanderie du Saulte Bouchon de Champagne (1975), Troyes.
- Confrérie des Echevins de Bouzy (1980), Bouzy.
- Ordre des Coteaux de Champagne (1956), Reims.
- Ordre des pieds de vigne Champenois (1970), Reims.

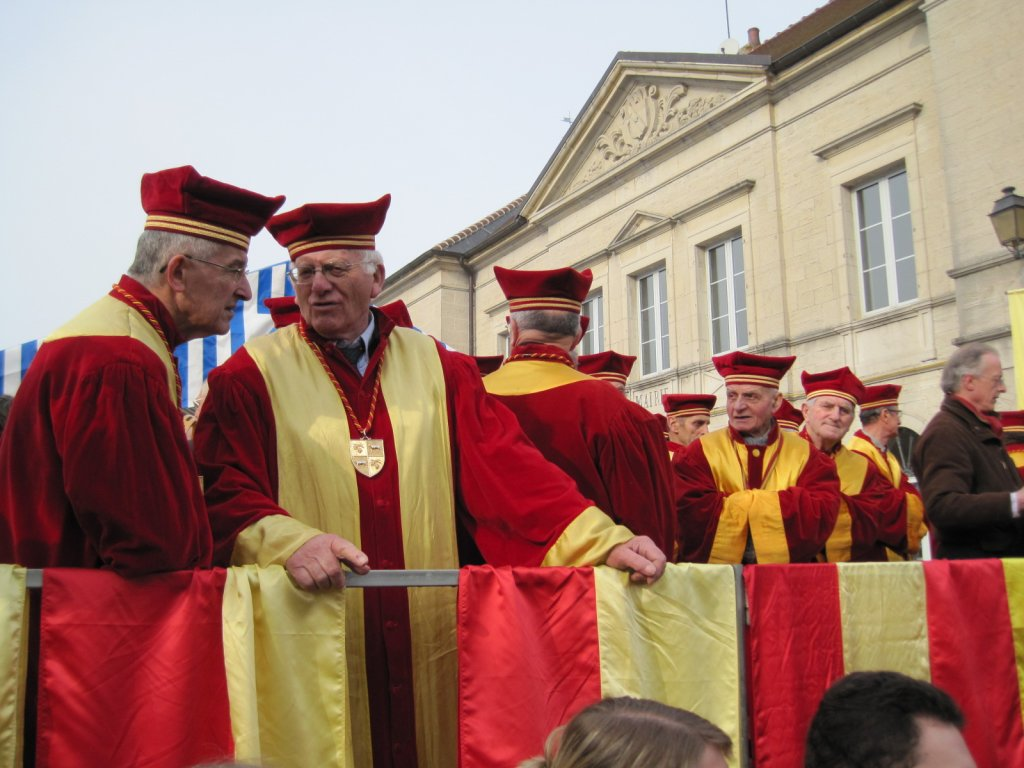
Confrères des Nobles Vins du Jura

#### Jura
- Commanderie des Nobles Vins du Jura et du Comté.
- Confrérie des ambassadeurs des vins jaunes.

#### Languedoc-Roussillon

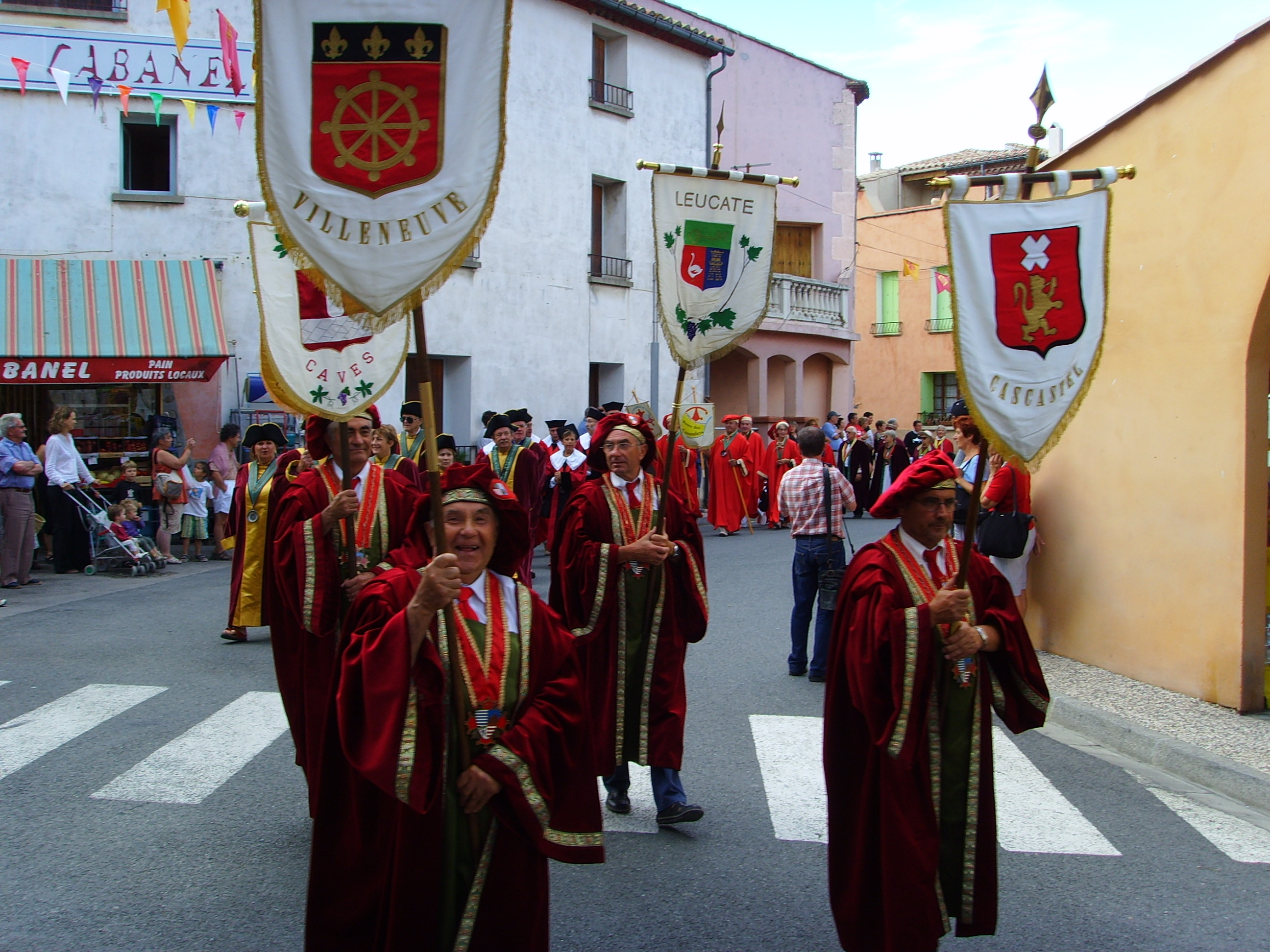
Défilé de la Mesnie des Chevaliers du Fitou à la Fête vigneronne d'Été de Paziols

- Antico Confrarie de Saint Andiu de la Galiniero [1140] (1968) Béziers.
- Commande majeure du Roussillon [1374] (1964) Perpignan.
- Commanderie des Côtes de Malepere (1984) Alaigne.
- Commanderie du Faugères (1995) Saint-Geniès-de-Fontedit.
- Compagnons du Minervois (1979) Aignes.
- Confrérie de la Dive Bouteille de Gaillac [1529] (1968) Gaillac.
- Confrérie de l'illustre Cour des Seigneurs de la Corbière (1973) Boutenac.
- Confrérie des chevaliers du Saint-Chinian (1984) Saint-Chinian.
- Confrérie des chevaliers vignerons de Saint Cristophe, (1990) Puisserguier.
- Consulat de Septimanie (1963), Rivesaltes.
- Maîtres Tasteurs du Roussillon (1984) Perpignan.
- Mesnie des Chevaliers du Fitou (1993), Cascastel-des-Corbières.
- Ordre universel des chevaliers du Cep, (1951) Grabels.

#### Loire et Centre

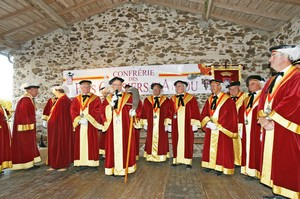
Ban des vendanges des Fins Gousiers d'Anjou

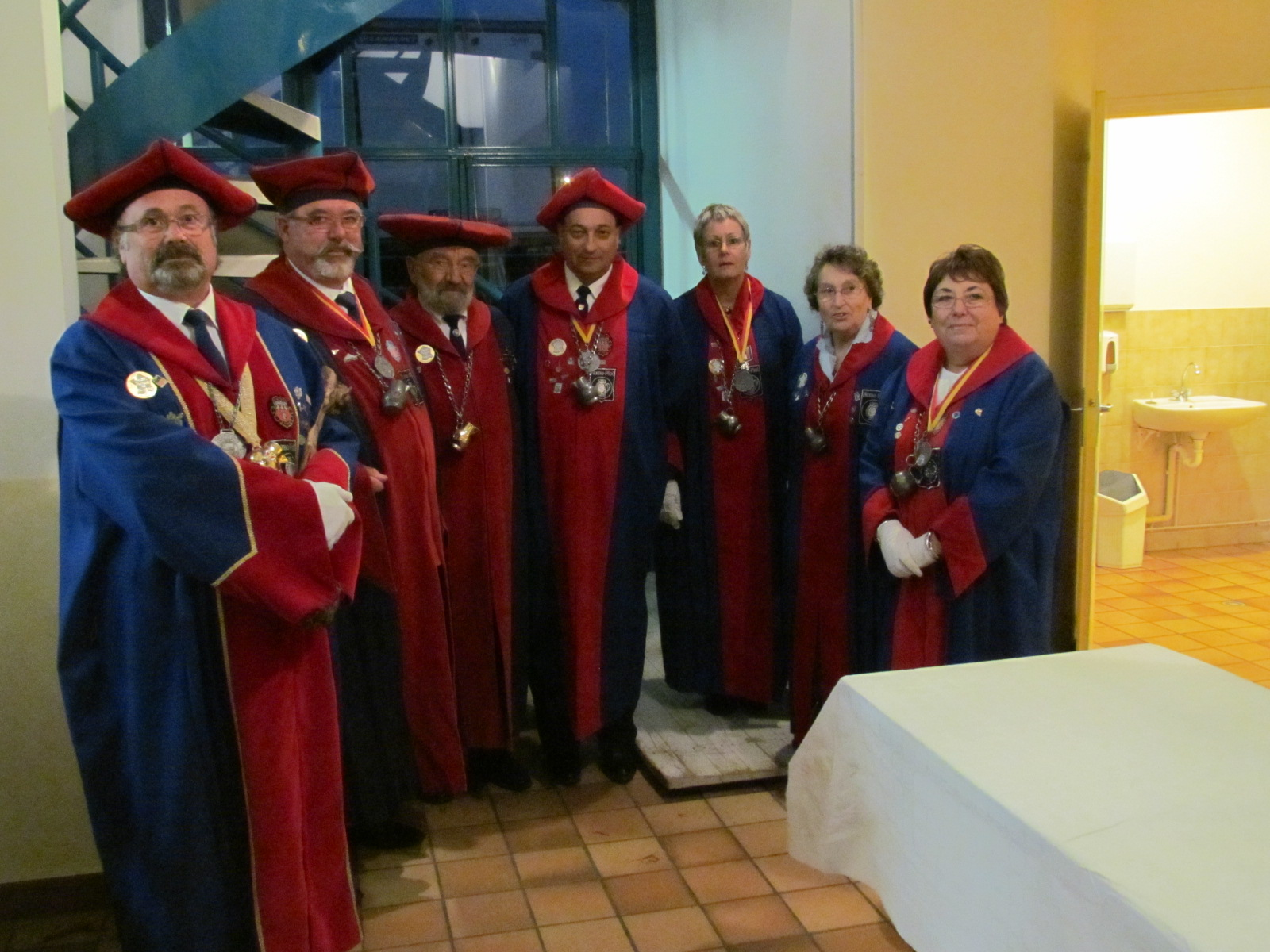
Confrérie des Hume-Piot de Loudun

- Chevaliers du Cep de Sancerre (1964) Sancerre.
- Confrérie des Chevaliers du Sacavin (1904) Angers.
- Commanderie de la Dive Bouteille des Vins de Bourgueil et Saint-Nicolas de Bourgueil (1977) Bourgueil.
- Commanderie des Grands Vins d'Amboise (1967) Amboise.
- Commanderie du Taste-Saumur (1971) Saumur.
- Confrérie des Bien Faye d'Anjou (2001) Faye d'Anjou.
- Confrérie des Baillis de Pouilly sur Loire (1949) Pouilly-sur-Loire.
- Confrérie des Bannerets du Vieux Chénin et du Grolleau de Ridel (1989) Azay-le-Rideau.
- Confrérie des Bons Entonneurs rabelaisiens (1962) Chinon.
- Confrérie des chevaliers de la Chantepleure (1937) Vouvray.
- Confrérie des chevaliers des Cuers du Baril de Loches (1949) Selles-sur-Cher.
- Confrérie des compagnons de Grandgousier (1958) Onzain.
- Confrérie des compagnons de la Saint Vincent de Vallerès (1961) Villandry.
- Confrérie des Fins Gousiers d'Anjou (1952) Saint-Lambert-du-Lattay.
- Confrérie des Fripe-Douzils (1952) Ingrandes-de-Touraine.
- Confrérie des Hume-Piot du Loudunois (1966) Loudun.
- Confrérie des Tire-Douzils de la Grande Brosse (1969), Chemery.
- Confrérie vineuse des Tire Douzils de Marigny Brizay (1953) Marigny-Brizay.
- Coterie des Closiers de Montlouis (1969) Montlouis-sur-Loire.
- Ordre des Chevaliers Bretvins (1948) Nantes.

#### Île-de-France

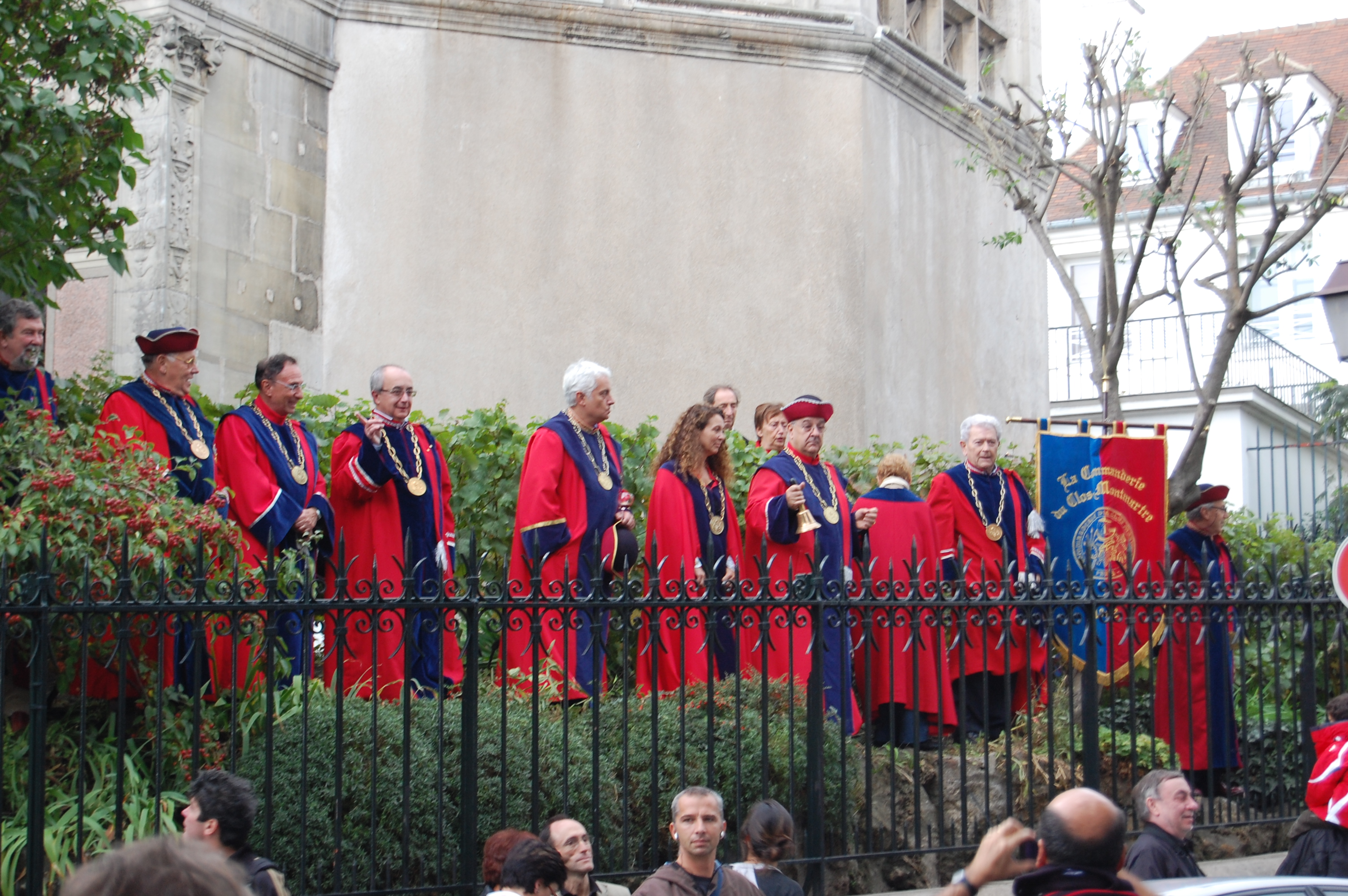
Commanderie du clos de Montmartre

- Commanderie du clos de Montmartre (1983) Paris.
- Conseil des échansons de France (1954) Paris (musée du Vin).
- Ordre hospitalier curieux et courtois des chevaliers de Saint-Bacchus (1949) Paris.
- Confrérie du Taste-Vin de Suresnes (Hauts-de-Seine).

#### Poitou-Charentes
- Confrérie de la Cannette des Vignerons du nord des Deux Sèvres (1947), Bouillé-Loretz.
- Confrérie des Tire-douzils de Marigny-Brizay en Haut-Poitou (1953) Jaunay-Marigny.
- Confrérie des Hume Piots du Loudunois (1966) Loudun.

#### Provence
- Confrérie de l'Ordre Illustre des chevaliers de la Méduse [1690] (1951) Saint-Laurent-du-Var.
- Confrérie des Échansons du Roy René (1969) Aix-en-Provence.
- Confrérie des Enchanteleurs des Côtes de Provence (1988) Les Arcs.
- Confrérie "Li Coumpaïre de la Souco" (Les Compères de la Souche) (1948) Courthézon.

#### Savoie
- Confrérie des Compagnons du Sarto Savoyard (1955) Chambéry.

#### Sud-Ouest
- Confrérie du Vin de Cahors (1964) Cahors.
- Consulat de la Vinée de Bergerac [1352] (1954) Bergerac.
- Viguerie Royale du Jurançon (1953) Jurançon.
- Confrérie du Raisin d'Or de Sigoulès (1982) Sigoulès.

#### Vallée du Rhône

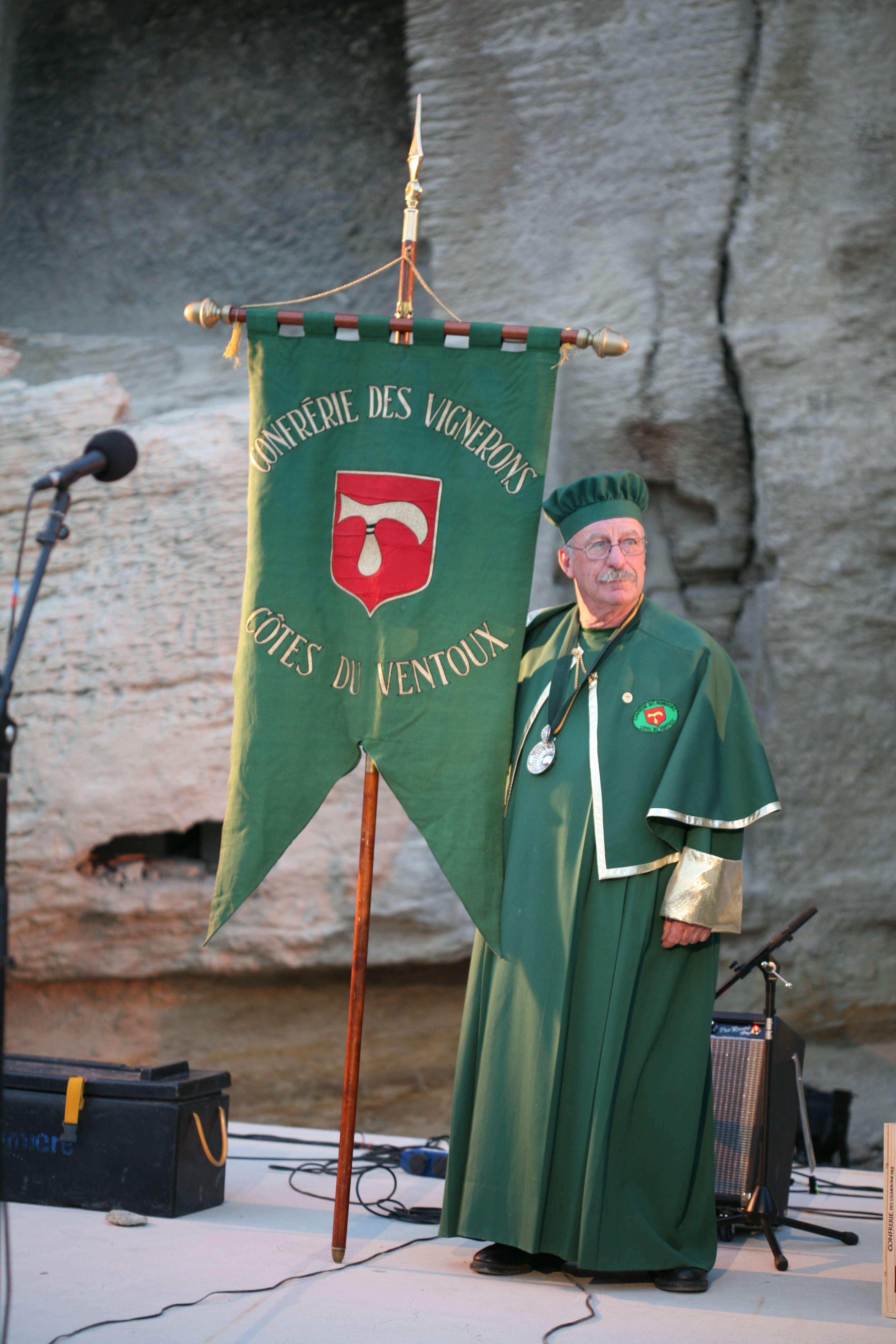
Porte fanion de la confrérie des vignerons du Ventoux lors de la fête des vins de Gordes en 2009

- Commanderie de Tavel (1967) Tavel.
- Commanderie des Costes du Rhône (1973) Suze-la-Rousse.
- Compagnie de la Côte du Rhône gardoise Bagnols-sur-Cèze.
- Confrérie de Syrah Roussette (1959) à Valence.
- Confrérie des chevaliers du Gouste-Séguret Compagnons de Saint-Vincent [1685] (1985) Séguret.
- Confrérie des maîtres-vignerons de Vacqueyras et compagnons du troubadour Raimbaut (1984) Vacqueyras.
- Confrérie des vignerons des Côtes de Ventoux [1475] (1974) Carpentras.
- Confrérie du Saint-Péray (1990) Saint-Péray.
- Confrérie Saint-Vincent-de-Visan [1475] (1978) Visan.
- Échansonnerie des papes (1967) Châteauneuf-du-Pape.
- Ordre de la Boisson de la Stricte Observance des Costières de Nîmes [1735] (1968) Nîmes.
- Confrérie de la Jolie Treille de Saint-Joseph et de l'Hermitage (1965).

### Suisse
- Académie du Cep
- Association des Gourmettes
- Bourgeoisie du Vin de l'Anav
- Chevalier de la Cave de Bevaix
- Compagnie des Vignolants du Vignoble Neuchâtelois
- Confrérie des Chevaliers de Beau-Soleil
- Confrérie des Vignobles Fribourgeois
- Confrérie du Grand Apier de Suisse
- Confrérie du Guillon
- Gilde Suisse des Sommeliers
- La Noble Confrérie des Olifants du Bas Lac en Pays de Neuchâtel
- Ordine dei Grancoppieri del Cantone Ticino
- Ordre Bien Faisant des Goûte-Vin
- Ordre de la Channe
- Weingilde Gallus